# Vlag van Wester-Koggenland

Vlag van de gemeente Wester-Koggenland
(1980-2007)

De vlag van Wester-Koggenland is op 13 november 1980 per raadsbesluit vastgesteld als de gemeentelijke vlag van de Noord-Hollandse gemeente Wester-Koggenland. De vlag kan als volgt worden beschreven:
Groen, met op het midden een witte rechthoek beladen met het gemeentewapen, inclusief kroon en schildhouder.
De vlag is ontworpen door J. Thurmer van de vlaggenfabriek Shipmate. In de praktijk is het witte veld iets in de richting van de hijszijde verschoven, om te voorkomen dat het afrafelen van de vlag als gevolg van slijtage snel opvalt.
Het gemeentelijk dundoek bleef tot 1 januari 2007 in gebruik, op die dag is de gemeente opgegaan in de gemeente Koggenland waarna het gebruik als zodanig is komen te vervallen.

## Verwante afbeelding

Wapen van Wester-Koggenland

Akersloot
· Andijk
· Anna Paulowna 
· Assendelft 
· Beemster 
· Bennebroek 
· Blokker 
· Broek in Waterland 
· Bussum 
· Callantsoog 
· Edam 
· Egmond 
· Egmond aan Zee 
· Egmond-Binnen 
· Graft-De Rijp 
· 's-Graveland 
· Haarlemmerliede en Spaarnwoude 
· Harenkarspel 
· Heerhugowaard 
· Hensbroek 
· Hoogwoud 
· Ilpendam 
· Jisp 
· Krommenie 
· Langedijk 
· Limmen 
· Marken 
· Midwoud 
· Monnickendam 
· Muiden 
· Naarden 
· Nederhorst den Berg 
· Nibbixwoud 
· Niedorp 
· Noorder-Koggenland 
· Obdam 
· Opperdoes 
· Schermer 
· Schermerhorn 
· Schoorl 
· Sint Maarten 
· Terschelling 
· Terschelling en Vlieland 
· Twisk 
· Venhuizen 
· Vlieland 
· Warmenhuizen
· Weesp
· Wervershoof 
· Wester-Koggenland 
· Westwoud 
· Westzaan 
· Wieringen 
· Wieringermeer 
· Wijdewormer 
· Wognum 
· Wormer 
· Wormerveer 
· Zaandam 
· Zaandijk 
· Zeevang 
· Zijpe